# Chamillionaire
Chamillionaire, egentligen Hakeem Seriki, född 28 november 1979 i Washington, D.C., är en amerikansk rappare från Houston, Texas.
Han är mest känd som Chamillionaire (uttalas 'kamiljönär'), men har också andra smeknamn som; The Mixtape Messiah, King Koopa, Color Changin' Lizard, Chamillitary Mayne, Chamillitary General, Chamill och Chamillionator.
Chamillionaire är medlem i The Color Changin' Click, som innehåller rappare som hans bror Rasaq, 50/50 Twin, Lew Hawk, Yung Ro och Paul Wall. Han vann 2006 en Grammy, för bästa rap-framträdandet av en duo eller grupp, för hans singel "Ridin'" tillsammans med Krayzie Bone.

## Diskografi

### Album
- 2003 – Get Ya Mind Correct (med Paul Wall)
- 2004 – Mixtape Messiah
- 2005 – The Sound of Revenge
- 2005 – Get Ya Mind Correct (med Paul Wall
- 2006 – Man on Fire
- 2006 – Mixtape Messiah 2
- 2007 – Ultimate Victory
- 2007 – Mixtape Messiah 3
- 2008 – Mixtape Messiah 4
- 2008 – Mixtape Messiah 5
- 2009 – Mixtape Messiah 6
- 2009 – Mixtape Messiah 7

### Singlar
- 2005 – Turn It Up ft Lil Flip
- 2006 – Ridin' (featuring Krayzie Bone)
- 2006 – Grown & Sexy
- 2007 – Hip-Hop Police (featuring Slick Rick)
- 2007 – Won't Let You Down
- 2009 – Good Morning

### Samarbeten
- Ridin Dirty ft. Krayzie Bone
- Ridin Overseas ft. Akon
- Turn It Up ft. Lil Flip
- No Criminal ft. Kelis
- Stuck In The Ghetto ft. Tony Henry
- That Girl ft. Frankie J & Mannie Fresh
- Get Up ft. Ciara
- 2007 - Hip Hop Police/ Evening News ft. Slick Rick
- Get Dirty Ft. R.Kelly
- King Kong Remix ft. Jibbs
- Creepin Solo ft. Ludacris
- Block Party Lisa Lopes ft. Lil Mama and Chamillionaire